# Suso de Toro
Xesús Miguel de Toro Santos (Santiago de Compostela, 1956) es un literato español. Es licenciado en Arte Moderno y Contemporáneo; asimismo, es también guionista de televisión y colaborador habitual en prensa y radio. Ha publicado más de veinte libros en gallego de narrativa, teatro y ensayo.
Entre sus novelas destaca Trece badaladas (en castellano Trece campanadas), por la que recibió el Premio Nacional de Narrativa en 2003 y que fue llevada al cine en 2002.
Su obra está traducida a varias lenguas y ha sido objeto de estudio en diversas universidades europeas. Su hermano, Xelís de Toro, también es escritor.
En abril de 2010 anunció su retirada como escritor profesional, retomando su carrera de profesor de lengua y literatura gallega en la secundaria. Además, también imparte clases de lengua portuguesa en el Instituto de Educación Secundaria Rosalía de Castro (Santiago de Compostela)
Se presentó a las elecciones al Parlamento Europeo de 2014, figurando en el puesto doce de la lista electoral de Los Pueblos Deciden, coalición de Euskal Herria Bildu y Bloque Nacionalista Galego. Por otra parte, siempre en una coalición nacionalista gallega, se ha presentado a las elecciones generales -sin obtener escaño- en dos ocasiones, en 2015 y en 2019, ambas por la circunscripción de La Coruña.

## Obras
- Caixón desastre (Cajón desastre, 1983).
- Polaroid (1986). Premio de la Crítica de narrativa gallega
- Land Rover (1988).
- Ambulancia (1990).
- FM: a canción do pirata (1991).
- Tic-tac (1993). Premio de la Crítica de narrativa gallega
- A sombra cazadora (La sombra cazadora, 1994).
- Conta saldada (Cuenta saldada, 1996).
- Unha rosa é unha rosa (Una rosa es una rosa, 1997), teatro
- Calzados Lola (1997), Premio Blanco Amor.
- Círculo (1998).
- Non volvas (No vuelvas, 2000). Premio de la Crítica de narrativa gallega
- Trece badaladas (Trece campanadas, 2002) Premio Nacional de Narrativa de 2003.
- El príncipe manco (donde agrupa Tic-Tac y Círculo, ISBN 84-264-1472-9, 2004)
- Morgun (lobo mágico), libro infantil-juvenil (ISBN 84-675-0349-1, 2004)
- Home sen nome (El hombre sin nombre, 2006)
- Sete palabras, (Siete palabras, 2010).
- Sonámbulos, (2014).
- Humildar. Rituales para después de Dios (2017).
- Fóra de si (ISBN 978-84-9121-314-7, 2018, Xerais).
- Un señor elegante (ISBN 978-84-9121-766-4, 2020, Xerais).

Periodismo y ensayos:
- Parado na tormenta (Parado en la tormenta, 1996).
- Eterno retorno (1996).
- O pais da brétema (Unha viaxe no tempo pola cultura celta) (El país de la niebla (Un viaje en el tiempo por la cultura celta), 2000).
- A carreira do salmón (La carrera del salmón, 2001).
- Nunca mais Galiza á intemperie (Nunca mais, ISBN 84-8307-555-5, 2002).
- Españois todos: As cartas sobre a mesa (Españoles todos, 2004).
- Ten que doer: literatura e identidade (ISBN 84-9782-098-3, 2004)
- Outra idea de España: Mar de fondo (Otra idea de España, ISBN 84-8307-672-1, 2005).
- Madera de Zapatero (2005).
- Outra Galiza (2008).
- Andar tropezando (2010).
- Sete palabras (2010).
- La lliçó catalana (2017).

## Adaptaciones cinematográficas
- Trece campanadas de  Xavier Villaverde (2002)
- Polaroid. Nada pola mañá de Chema Montero (2013)